# Felege Neway
Felege Neway är en ort i Etiopien.   Den ligger i regionen Southern Nations, i den sydvästra delen av landet, 400 km sydväst om huvudstaden Addis Abeba. Felege Neway ligger 1 361 meter över havet och antalet invånare är 33 429.
Terrängen runt Felege Neway är bergig västerut, men österut är den kuperad. Runt Felege Neway är det ganska tätbefolkat, med 120 invånare per kvadratkilometer. Det finns inga andra samhällen i närheten. Omgivningarna runt Felege Neway är en mosaik av jordbruksmark och naturlig växtlighet.